# Богданова церква у Суботові
Богданова церква у Суботові — малюнок Іллінської церкви, виконаний Шевченком у квітні—жовтні 1845 року. Вміщений у альбом 1845 року (аркуш 13). Ліворуч, трохи нижче центра, на малюнку чорнилом напис рукою Шевченка: Богдановые руины || въ Суботови. Датується часом перебування Шевченка на Полтавщині та Київщині. В літературі зустрічається під назвою «Дом Хмельницкого в Субботове». С. Є. Раєвський помилково датує малюнок 1846 роком.